# Die Grablegung Christi (Caravaggio)
Grablegung Christi von Michelangelo Merisi da Caravaggio ist ein zwischen Anfang 1602 und Ende 1604 entstandenes Gemälde.

## Beschreibung
Den rechten Hintergrund dominiert Maria Kleophae, die verzweifelt und als Ausdruck der Trauer ihre Arme zum Himmel streckt. Links neben ihr steht mit geneigtem Haupt Maria Magdalena. Die Jungfrau Maria ist im Nonnengewand dargestellt. Im Vordergrund hält der gebeugte Nikodemus, von Johannes (links im Hintergrund) unterstützt, den Leichnam Christi. Die Hand von Johannes, der Christus unter die Arme greift, legt sich in dessen Wunde. 
Das Bildmotiv der Grablegung Christi gehört zur Gattung der Andachtsbilder. Es zeigt die Figuren überlebensgroß und entfaltet dadurch eine monumentale Wirkung.  

## Ausführung
Das Auge des Betrachters gleitet von den erhobenen Händen in der rechten oberen Ecke diagonal über die gebeugten Köpfe der Trauernden und den horizontal platzierten Körper Jesu zum Leichentuch unten links. Das Tuch hängt über dem Grab und scheint in den Raum des Zuschauers hineinzugreifen. Der dunkle und leere Hintergrund lenkt die ganze Aufmerksamkeit auf die Figuren. Die Anordnung der Personen ist in sich selbst und für einen Betrachter, der frontal zu der schief gestellten Grabplatte stünde, streng symmetrisch.

## Symbolik
Die Pflanze im Vordergrund symbolisiert die Hoffnung auf ein neues Leben.
Der hängende rechte Arm (bei Christus) ist ein Element, das in Reliefs der römisch-griechischen Antike in den Darstellungen der gefallenen Helden anzutreffen ist.

## Historischer Hintergrund und kunstgeschichtliches Nachspiel
Das Gemälde wurde im Auftrag von Girolamo Vittrice als Altarbild für dessen Familienkapelle in der Kirche Santa Maria in Vallicella in Rom gemalt. 1797 wurde es nach den Bestimmungen des Vertrags von Tolentino nach Paris gebracht. Seit der Rückgabe 1817 hängt es in der Vatikanischen Pinakothek. In der Kirche hängt heute eine Kopie, die der Maler Michele Koek anfertigte.

## Rezeption
Das Bild wurde bereits drei  Jahre nach Caravaggios Tod von Peter Paul Rubens als Vorlage für seine Grablegung genutzt. Rubens hatte sich einige Jahre zuvor in Rom aufgehalten und dort das Gemälde studiert. Rubens verkleinerte die Szenerie und ließ die dramatische Darstellung der Maria Kleophae weg. Auch der Maler Guy François orientierte sich bei seiner Grablegung am Original von Caravaggio, denn Maria Kleophae ist hier mit ausgestreckten Armen dargestellt. Auch das von Jacques-Louis David geschaffene Gemälde Der Tod des Marat von 1793 wird von Kunsthistorikern mit der Darstellung des Leichnam Christi durch Caravaggio in Zusammenhang gebracht.

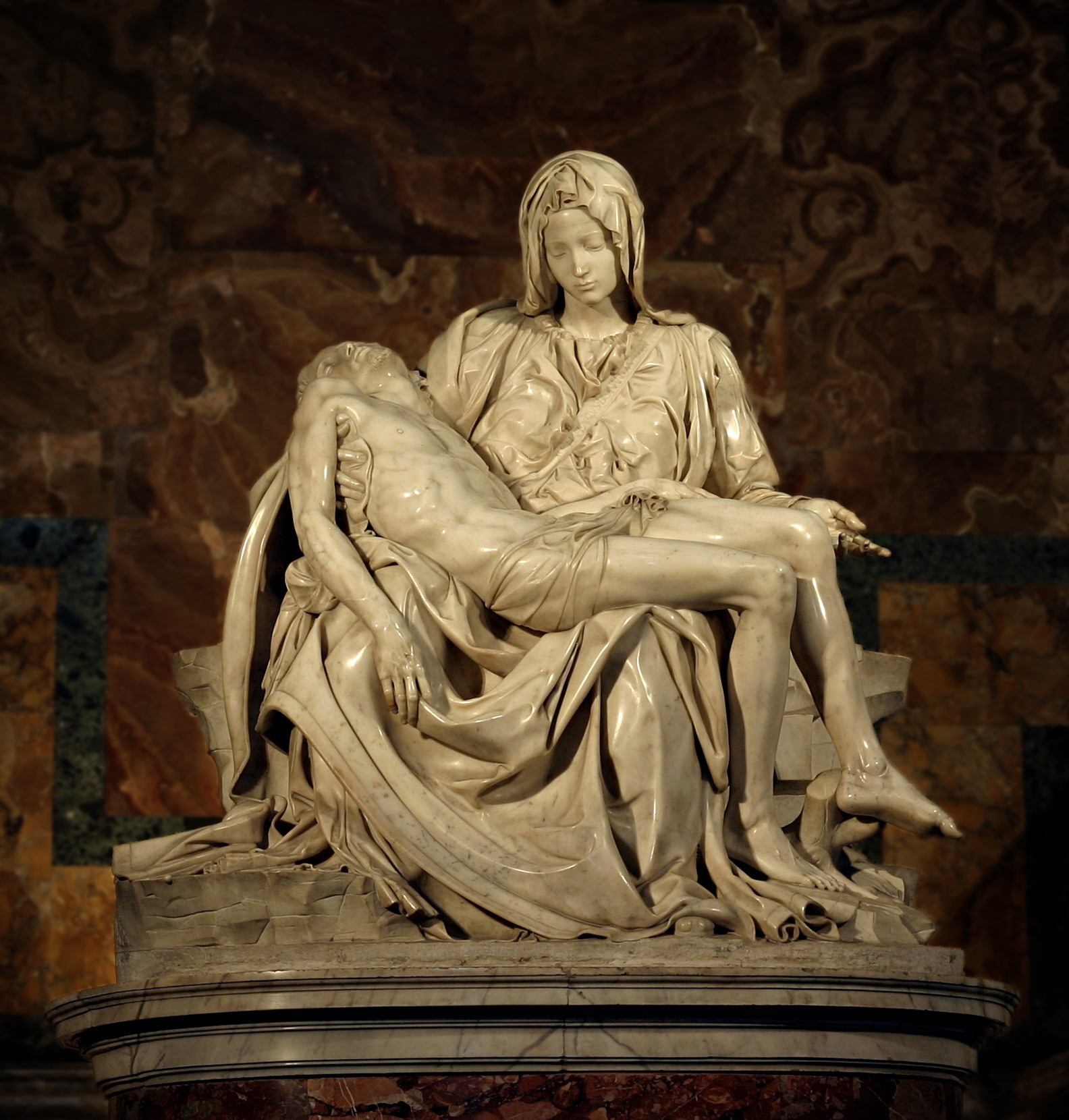
Römische Pietà von Michelangelo, welche Caravaggios Darstellung beeinflusste, 1498 bis 1499
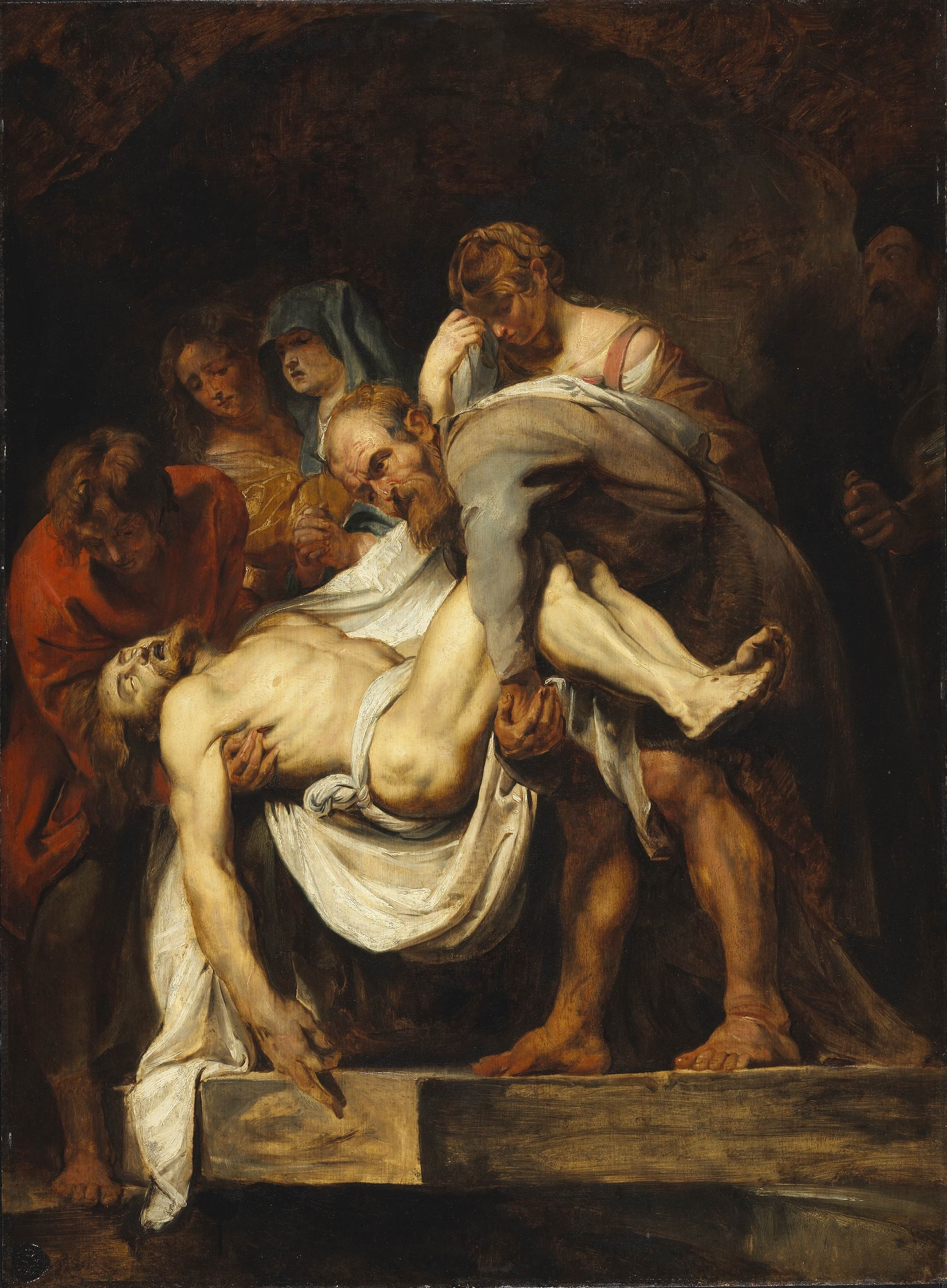
Grablegung von P.P. Rubens um 1612
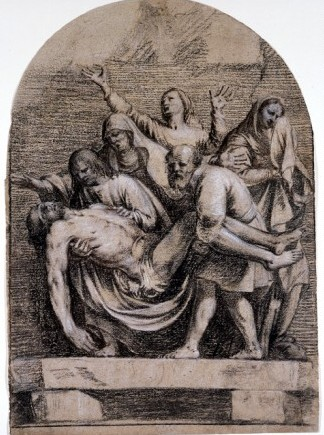
Grablegung von Guy François (1578–1650) undatiert
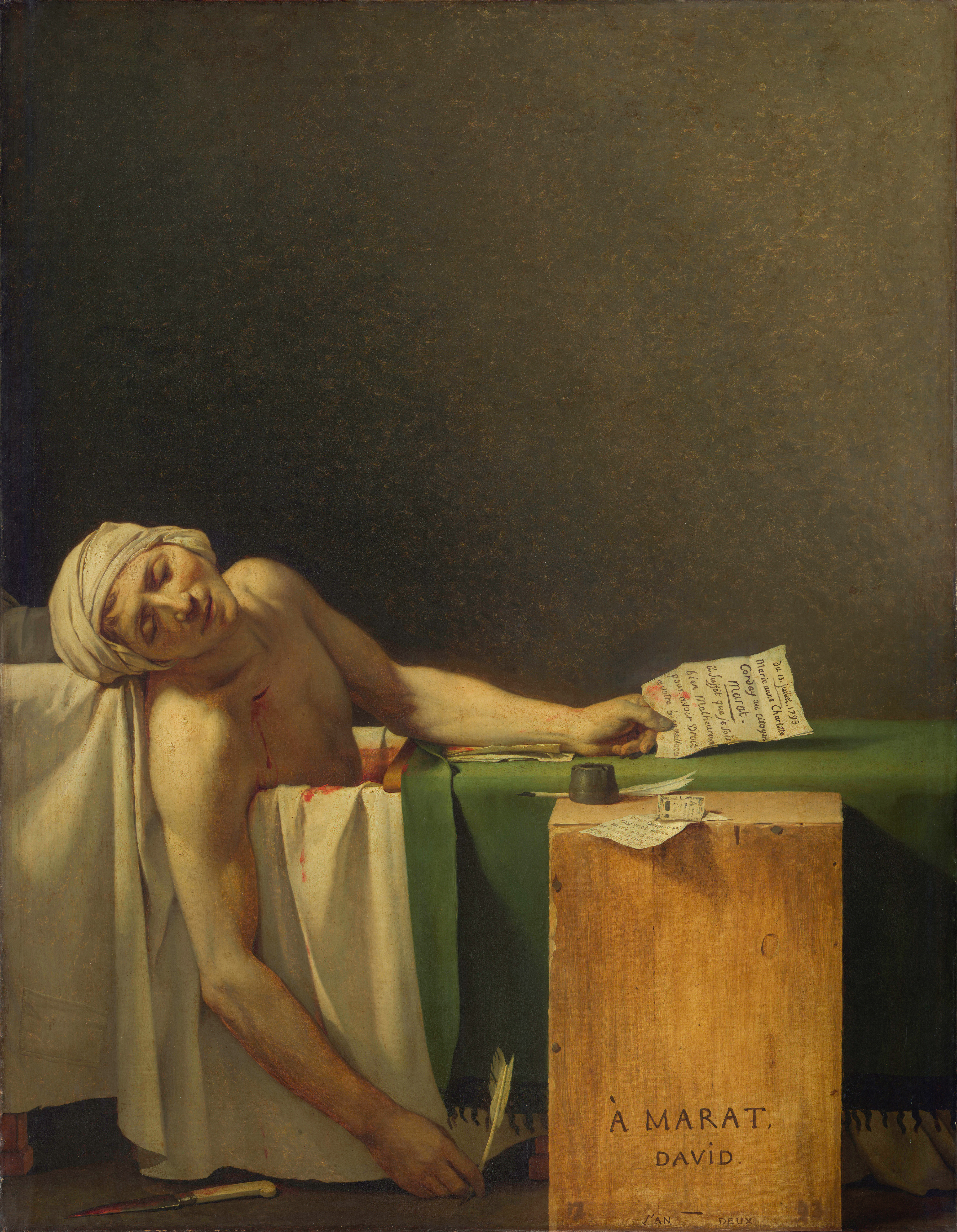
Der Tod des Marat  (1793)